# ライズ・アンド・フォール (ブッチ・ウォーカーのアルバム)
『ライズ・アンド・フォール』（原題：The Rise and Fall of Butch Walker and the Let's-Go-Out-Tonites）は、アメリカ合衆国のロック・ミュージシャン、ブッチ・ウォーカーが2006年に発表した3作目のスタジオ・アルバム。

## 背景
本作は「ザ・レッツ・ゴー・アウト・トゥナイツ」というバンド名義となっており、バンド名はデヴィッド・ボウイの歌詞から付けられた。また、本作のタイトルもボウイのアルバム『The Rise and Fall of Ziggy Stardust and the Spiders from Mars』が元になっている。ウォーカー自身は前作『レターズ』が「前の晩にガールフレンドに捨てられて、バーの一角でビールを飲みながら泣いている男」なのに対して本作は「バーに入ってきて、女の子のたばこに火をつけて、午前6時まで酔っぱらって踊り続ける男」とコメントしている。
本作のリリースに先駆けて、ウォーカーはP!NKのアルバム『アイム・ノット・デッド』をプロデュースしており、その縁で本作の「ソング・ウィズアウト・ア・コーラス」にはP!NKがゲスト参加した。また、アヴリル・ラヴィーンが「ベザムフェタミン（プリティ・プリティ）」のミュージック・ビデオに出演している。
日本盤にはウイングスのカヴァー「リヴ・アンド・レット・ダイ」を含む2曲のボーナス・トラックが追加され、PUFFYが推薦コメントを寄せた。

## 反響・評価
母国アメリカでのチャート成績は前作『レターズ』に及ばず、Billboard 200入りのみならず『ビルボード』のトップ・ヒートシーカーズ入りも逃す結果となった。日本でも、2006年7月31日付のオリコンチャートで294位を記録するにとどまった。
Tim Sendraはオールミュージックにおいて5点満点中4点を付け、「アルバム全体の流れにおいてマーク・ボランからの影響が強く、更にシン・リジィやバッドフィンガーといったクラシック・ロッカー、ザ・ポウジーズやオアシス（特にバラードで顕著）といった現代的なパワー・ポップ、それにピート・ヨーンやサム・ロバーツの色も少々感じられることだろうが、ウォーカーは決して彼らのリフや姿勢を盗んでいるわけではないことにも気付くだろう」と評している。また、スティーヴ・ホロヴィッツはPopMattersにおいて10点満点中8点を付け「例えばマーク・ボランやモット・ザ・フープルの傑作のような、グラムロックの名盤にも通じるサウンドや雰囲気を捉えている」と評している。

## 収録曲
特記なき楽曲はブッチ・ウォーカー作。
1. ウー・アー "Oooh... Aaah..." – 0:21
2. ホット・ガールズ・イン・グッド・ムーズ "Hot Girls in Good Moods" – 3:45
3. レディス・アンド・ジェントルマン…"ザ・レッツ・ゴー・アウト・トゥナイツ!" "Ladies and Gentlemen... "The Let's Go Out Tonites!"" – 3:43
4. ベザムフェタミン（プリティ・プリティ） "Bethamphetamine (Pretty, Pretty)" – 3:09
5. トゥ・フェイマス・トゥ・ゲット・ファーリー・ドレスド "Too Famous to Get Fully Dressed" – 3:04
6. ウィアー・オール・ゴーイング・ダウン "We're All Going Down" – 4:14
7. ドミノス "Dominoes" – 3:56
8. ペイド・トゥ・ゲット・エキサイティッド "Paid to Get Excited" – 3:00
9. ソング・ウィズアウト・ア・コーラス "Song Without a Chorus" – 2:36
10. ザ・テイスト・オヴ・レッド "The Taste of Red" – 4:05
11. リッチ・ピープル・ダイ・アンハッピー "Rich People Die Unhappy" – 2:28
12. ディス・イズ・ザ・スウィーテスト・リトル・ソング "This Is the Sweetest Little Song" – 4:13
13. ウェン・キャニオンズ・ルールド・ザ・シティ "When Canyons Ruled the City" – 4:44

### 日本盤ボーナス・トラック
1. ニュー・ヨーク・ミニッツ "New York Minute" – 3:07
2. リヴ・アンド・レット・ダイ "Live and Let Die" (Paul McCartney, Linda McCartney) – 3:12

## 参加ミュージシャン
- ブッチ・ウォーカー - ボーカル、アディショナル・ギター、ベース、ピアノ、オルガン、パーカッション
- マイケル・チズレット - ギター、キーボード、手拍子、バッキング・ボーカル
- ランディ・マイケル - アコースティック・ギター
- ペイジ・ウォルドロップ - ペダル・スティール
- ウェス・フラワーズ - ハモンドオルガン、キーボード
- ジェイムズ・ホール - ピアノ、トランペット、ハーモニカ、バッキング・ボーカル
- ダレン・ドッド - ドラムス、パーカッション、手拍子、バッキング・ボーカル
- ドクター・ブラッド・ゴードン - ホーン・セクション
- Yvette Petit - バッキング・ボーカル
- P!NK - バッキング・ボーカル(#9)